# Drogheda United FC
El Drogheda United F.C. és un club de futbol irlandès de la ciutat de Drogheda.

## Història
El club actual és el resultat de la fusió de dos clubs de la ciutat, el Drogheda United, fundat el 1919 i el Drogheda F.C., fundat el 1962. La fusió d'ambdós clubs es produí el 1975. El 1963, el Drogheda F.C. va ser escollit per disputar la lliga d'Irlanda.
Els títols més destacats del club han estat la Copa irlandesa de futbol i la Setanta Cup. L'any 2007 assolí per primer cop la Lliga irlandesa de futbol.
Des de 1976 disputa els seus partits com a local al United Park. Anteriorment havia jugat al Lourdes Stadium.

## Jugadors destacats
- Tommy Breen
- Ray Treacy
- Tony Macken
- Mick Meegan
- Mick Leech
- Cathal Muckian
- Jerome Clarke
- Frank "Dusty" Flanagan
- Gerry Martin
- Phil Murphy

## Entrenadors destacats
- Jimmy McAlinden

## Palmarès
- Lliga irlandesa de futbol:
  - 2007
- Copa irlandesa de futbol:
  - 2005
- 1st Division:
  - 1988/89, 1990/91, 1998/99, 2001/02
- Copa de la Lliga irlandesa de futbol:
  - 1983/84
- League of Ireland First Division Shield:
  - 1991
- Setanta Sports Cup:
  - 2006, 2007